# Lazy Lake
Lazy Lake falu az Amerikai Egyesült Államok Florida államában, Broward megyében. Lakosainak száma 33 fő (2020. április 1.).

## Népesség
A település népességének változása:

| 2010 | 24 |
| 2020 | 33 |